# Frank Sauer (Politikwissenschaftler)

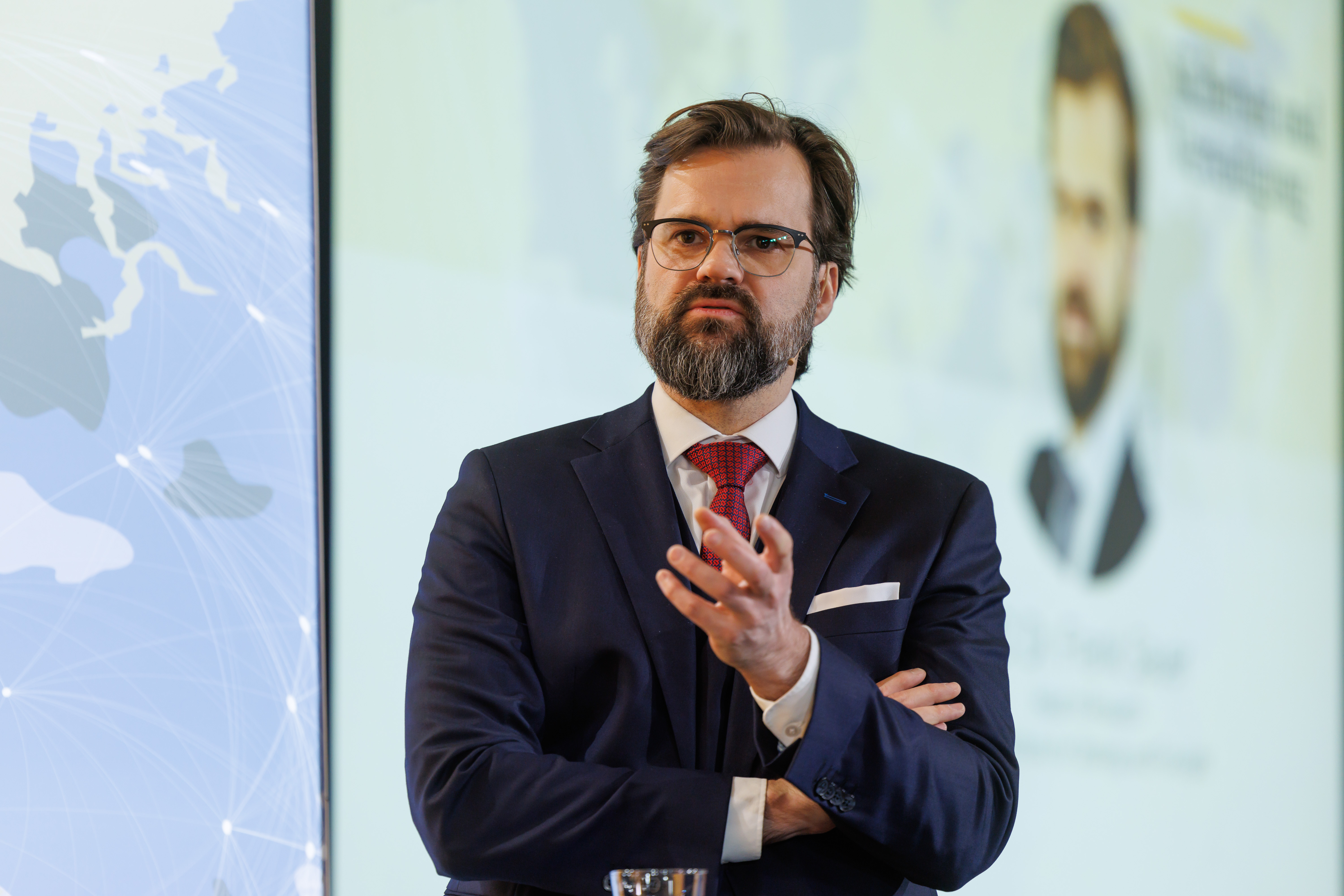
Frank Sauer (2025)

Frank Sauer (* 23. August 1980 in Gelnhausen) ist ein deutscher Politikwissenschaftler, Experte für Sicherheitspolitik und Publizist.

## Werdegang
Sauer studierte Politikwissenschaft, Soziologie, Philosophie und Rechtswissenschaft an der Johann Wolfgang Goethe-Universität Frankfurt am Main, wo er auch promoviert wurde. Er habilitierte sich an der Universität der Bundeswehr München und erhielt die venia legendi für Politikwissenschaft. Zudem ist er Head of Research des Metis-Instituts für Strategie und Vorausschau.
Sauer forscht und publiziert zu Fragen der internationalen Politik, insbesondere internationaler Sicherheit. Seine Arbeiten umfassen Beiträge zu Kernwaffen, Terrorismus, Cyber-Sicherheit sowie zur Nutzung von Robotik und Künstlicher Intelligenz in den Streitkräften. Mit seiner Forschung zur internationalen Regulierung von Autonomie in Waffensystemen gewann er 2022 gemeinsam mit Elvira Rosert den Bernard-Brodie-Preis. Sauer ist Mitglied im International Committee for Robot Arms Control, Teil des Leitungsteams des International Panel on the Regulation of Autonomous Weapons und Mitglied der AG Technikverantwortung für das europäische Rüstungsprojekt Future Combat Air System. Er unterstützt den Wissenschaftspreis Aquila ascendens.
Gemeinsam mit Ulrike Franke, Carlo Masala und Thomas Wiegold diskutiert Frank Sauer regelmäßig die aktuellen Entwicklungen in der deutschen Sicherheits- und Verteidigungspolitik sowie die Lage in Europa und der Welt im Podcast Sicherheitshalber.
Als Talkshow-Gast trat Sauer am 1. März 2023, am 22. August 2023, am 26. November 2024, am 20. Mai 2025 und am 12. Juni 2025 bei Markus Lanz sowie am 20. April 2023, 29. Juni 2023, 1. Februar 2024, 19. September 2024 und am 6. März 2025 bei Maybrit Illner auf.

## Schriften (Auswahl)
Monografien
- Nuklearterrorismus: akute Bedrohung oder politisches Schreckgespenst? (= HSFK-Report). Hessische Stiftung Friedens- und Konfliktforschung, Frankfurt am Main 2007, ISBN 978-3-937829-48-7.
- Making sense of abstinence – the non-use of U.S. nuclear weapons revisited. 2013, DNB 1041846274 (Dissertation, Goethe-Universität Frankfurt).
- Atomic Anxiety: Deterrence, Taboo and the Non-Use of U.S. Nuclear Weapons, Palgrave Macmillan, London 2015, ISBN 978-1-137-53373-9.
- mit Daniele Amoroso, Noel Sharkey, Lucy Suchman, Guglielmo Tamburrini: Autonomy in weapon systems: the military application of artificial intelligence as a litmus test for Germany’s new foreign and security policy (= Publication series on democracy. Band 49). Heinrich-Böll-Stiftung, Berlin 2018, ISBN 978-3-86928-173-5.
- mit Benjamin Pohl, Jakob Gomolka Fanny Thornton, Konstantinos Tsetsos, Bundesnachrichtendienst: Nationale Interdisziplinäre Klimarisiko-Einschätzung (= Im Auftrag des Bundesministeriums der Verteidigung und des Auswärtigen Amts). Berlin 2025 (unibw.de).
- mit Carlo Masala: Handbuch Internationale Beziehungen. Springer Fachmedien, Wiesbaden 2017, ISBN 978-3-531-19918-4.

Artikel
- mit Niklas Schörnig: Killer drones: The ‘silver bullet’ of democratic warfare? In: Security Dialogue. Band 43, Nr. 4, 2012, ISSN 1460-3640, S. 363–380, doi:10.1177/0967010612450207.
- mit Jürgen Altmann: Autonomous Weapon Systems and Strategic Stability. In: Survival. Band 59, Nr. 5, 2017, ISSN 1468-2699, S. 117–142, doi:10.1080/00396338.2017.1375263.
- mit Elvira Rosert: How (not) to stop the killer robots: A comparative analysis of humanitarian disarmament campaign strategies. In: Contemporary Security Policy. Band 42, Nr. 1, 2021, ISSN 1743-8764, S. 4–29, doi:10.1080/13523260.2020.1771508.